# Allianz
Allianz SE er en international opererende tysk finansiel virksomhed, hvis primære forretningsområde er forsikring. Koncernen driver desuden bank- og investeringsvirksomhed. I 2008 var omsætningen på 693 mia. kr., hvilket gør Allianz til verdens næststørste forsikrings- og finansvirksomhed. Antallet af ansatte var 182.860. Hovedsædet er beliggende i München.
Virksomheden blev grundlagt i Berlin i 1890 af Carl von Thieme og Wilhelm von Finck. Allerede i 1893 etableredes det første kontor i udlandet – i London, og i 1895 blev man børsnoteret. Allianz måtte udbetale store erstatninger som følge af jordskælvet i San Francisco 1906 samt efter Titanics forlis i 1912. Alligevel lykkedes det koncernen at vokse voldsomt i 1920'erne gennem opkøb af en række andre selskaber. Hovedkvarteret flyttedes i 1949 til München, og i 1970'erne indledtes flere engagementer i udlandet; bl.a. blev selskaber som franske AGF, italienske RAS og amerikanske Firemands Fund opkøbt. I 1990 overtog Allianz DDR's tidligere statslige forsikringsselskab, og i 1997 overtog det aktiemajoriteten i Frankrigs næststørste forsikringsselskab Assurances Générales de France. Aktiviteterne i Asien blev udbygget i 1999 med opkøbet af First Life Insurance fra Sydkorea. I 2002 overtog man Dresdner Bank, men i 2008 blev det offentliggjort, at banken vil blive solgt til Commerzbank. Allianz vil efterfølgende eje 30 procent af selskabet.
Allianz har datterselskaber i de fleste lande i Europa, og havde også i Danmark selskabet Allianz Nordeuropa, der i 2003 blev solgt til Alka. I dag har Allianz GCS en filial i Danmark, beliggende i Pilestræde 58 i København. Allianz har også filialer og søsterselskaber i de øvrige nordiske lande. Siden 2007 har Allianz ejet 40 procent af Scandlines.
Alliaz er dobbeltnoteret på Frankfurter Wertpapierbörse og New York Stock Exchange og er sponsor for Allianz Arena i München.